# Раян Лідді
Келвін Раян Лідді (англ. Kelvin Ryan Liddie, нар. 15 жовтня 1981) — ангільський футболіст, який грає на позиції воротаря. Відомий за виступами у складі збірної Ангільї з футболу, у складі якої є рекордсменом за числом проведених матчів — 31 матч.

## Футбольна кар'єра
Раян Лідді з 2000 до 2019 року грав у ангільській футбольній команді «Роарінг Лайонс» на позиції воротаря, з 2020 року грає у складі команди «Лаймерс». З 2000 року Лідді грав у складі збірної Ангільї з футболу. у складі збірної брав участь у матчах Ліги націй КОНКАКАФ, відбору до Золотого кубка КОНКАКАФ та відбірковому турнірі до чемпіонату світу. У складі збірної грав до 2019 року, зіграв у її складі 31 матчів, що є рекордом збірної за всю її історію.